# Without the Aid of a Safety Net
Without the Aid of a Safety Net är rockgruppen Big Countrys sjunde album från 1994. Det är även bandets första livealbum.

## Låtlista
1. Harvest Home
2. Just a Shadow
3. Thirteen Valleys (akustisk)
4. The Storm
5. Chance
6. Look Away
7. What Are You Working For?
8. Steeltown
9. Ships
10. Wonderland
11. In a Big Country
12. Peace in Our Time (endast CD/Kassett)
13. Long Way Home (endast CD/Kassett)
14. Lost Patrol (endast CD/Kassett)